# Save (Danube)
Pour les articles homonymes, voir Save.
La Save (en allemand : Save ; en slovène et serbo-croate — aujourd'hui appelé « BCMS » pour bosnien, croate, monténégrin et serbe — : Sava ; en hongrois : Száva) est une rivière du bassin du moyen Danube qui coule en Slovénie, Croatie, Bosnie-Herzégovine et Serbie. C'est le principal affluent du Danube (en longueur et en débit), qui conflue sur sa rive droite à Belgrade. 
Elle ne doit pas être confondue avec la Save, un affluent de la Garonne.

## Géographie

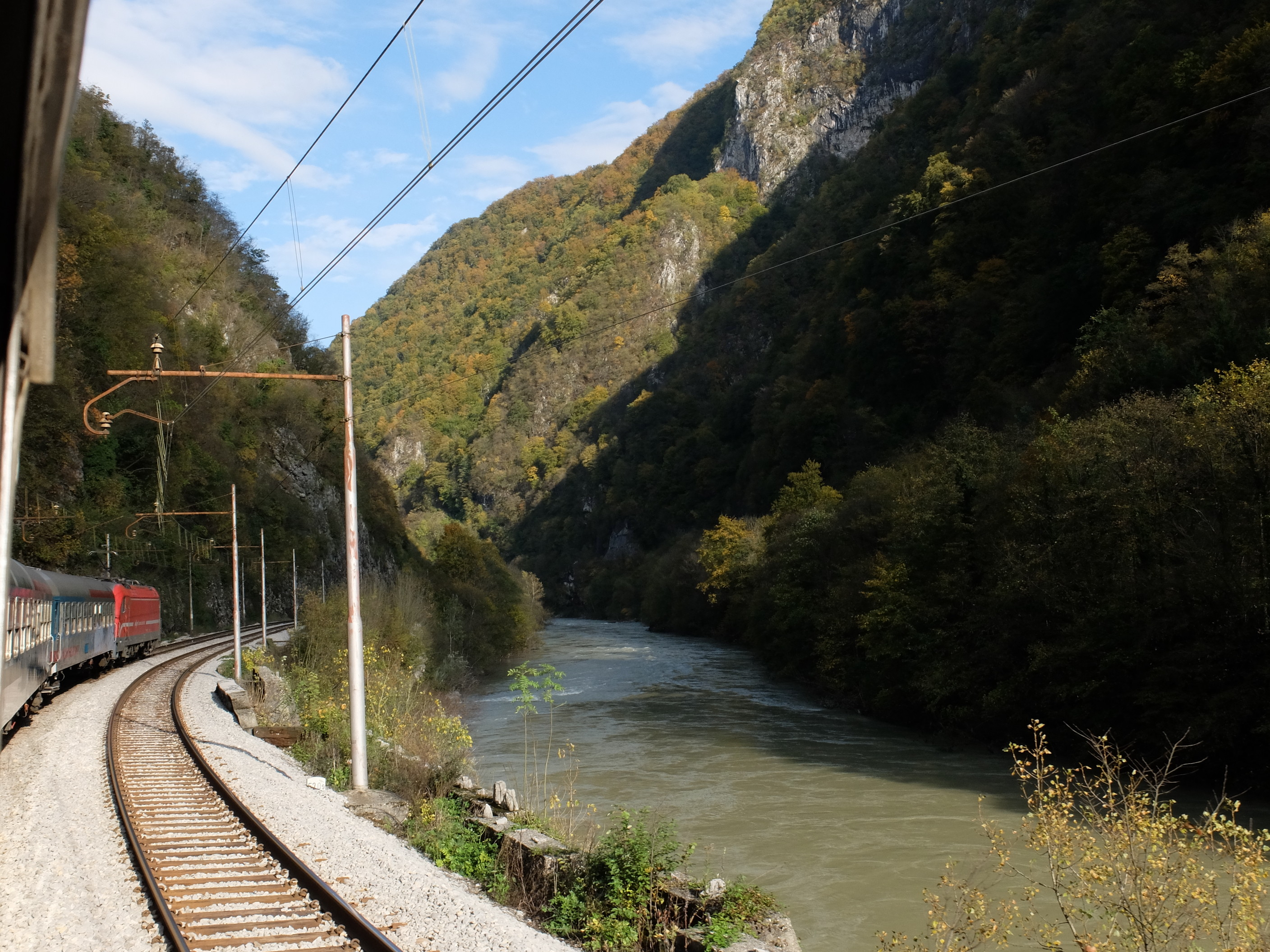
Gorges de la Save entre Ljubljana et Trbovlje.

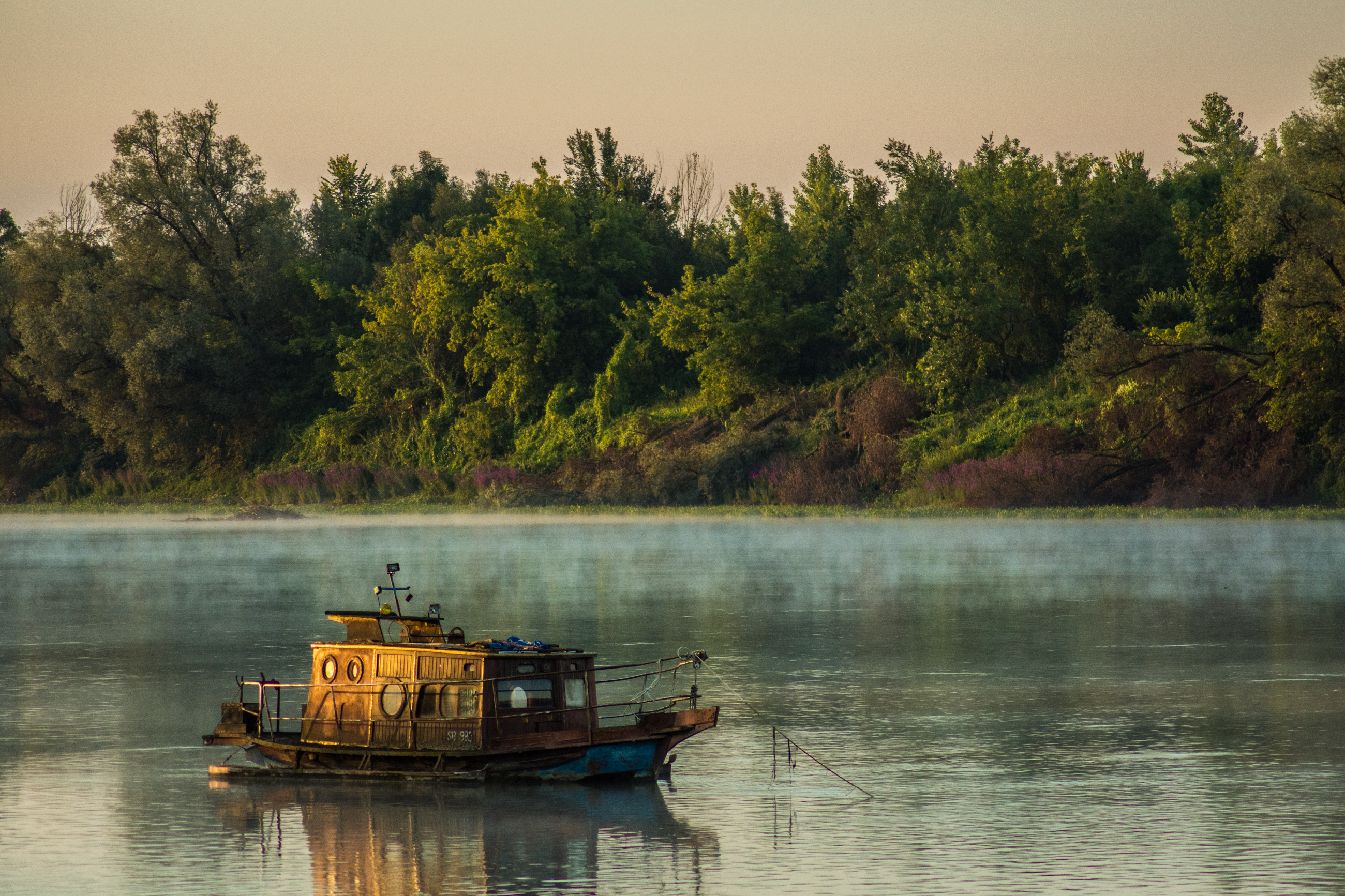
Sur la rivière Save, en Croatie. Juillet 2017.

La Save a une longueur de 990 km en comptant la Sava Dolinka et son bassin s'étend sur 95 720 km2. Au temps des Romains, il était nommé Savus. On considère souvent qu'il marque la limite nord des Balkans.
La Save a deux sources principales, toutes deux situées dans la région alpine du nord-ouest de la Slovénie. La source de la Sava Dolinka se trouve à Zelenci près de Kranjska Gora. Il s’agit d’une source vauclusienne : l'eau remonte par goutte du fond poreux, du fait de la nature karstique du sol. La Savica (« la petite Save »), qui se jette dans le lac de Bohinj et en ressort en tant que Sava Bohinjka, constitue l'autre source.  
Les deux cours d'eau se rejoignent à Radovljica et la rivière prend le nom de « Save » à partir de ce point. 
Après avoir servi de frontière entre la Croatie et la Slovénie sur quelques kilomètres, la Save coule à travers la vallée de la Save et marque sur une portion importante de son parcours une partie de la frontière entre la Bosnie-Herzégovine et la Croatie, puis la frontière bosno-serbe sur une trentaine de kilomètres.
Elle se jette dans le Danube par sa rive droite à Belgrade au niveau du centre historique de la ville et de la grande Île de la guerre.

### Pays et villes traversées
La Save traverse les villes suivantes dans quatre pays différents :
- en Slovénie : Kranj, Zagorje ob Savi, Trbovlje, Hrastnik, Radeče, Ljubljana, Sevnica, Krško et Brežice ;
- en Croatie : Zagreb, Sisak, Slavonski Brod et Županja ;
- en Bosnie-Herzégovine : Bosanski Šamac et Brčko ;
- en Serbie : Sremska Mitrovica, Šabac, Obrenovac et Belgrade.

## Affluents
Ses principaux affluents sont, de la source à l'embouchure : la Ljubljanica, la Savinja, la Mirna, la Krka, la Sotla, la Kupa, la Lonja, l'Orljava (en), le Bosut, l'Una, le Vrbas, l'Ukrina (de), la Bosna, la Tinja, le Lukovac, la Drina et la Kolubara.

## La Save dans la culture populaire
Krst pri Savici est un poème épique écrit par un des poètes slovènes les plus importants, France Prešeren.